# Echeveria harmsii

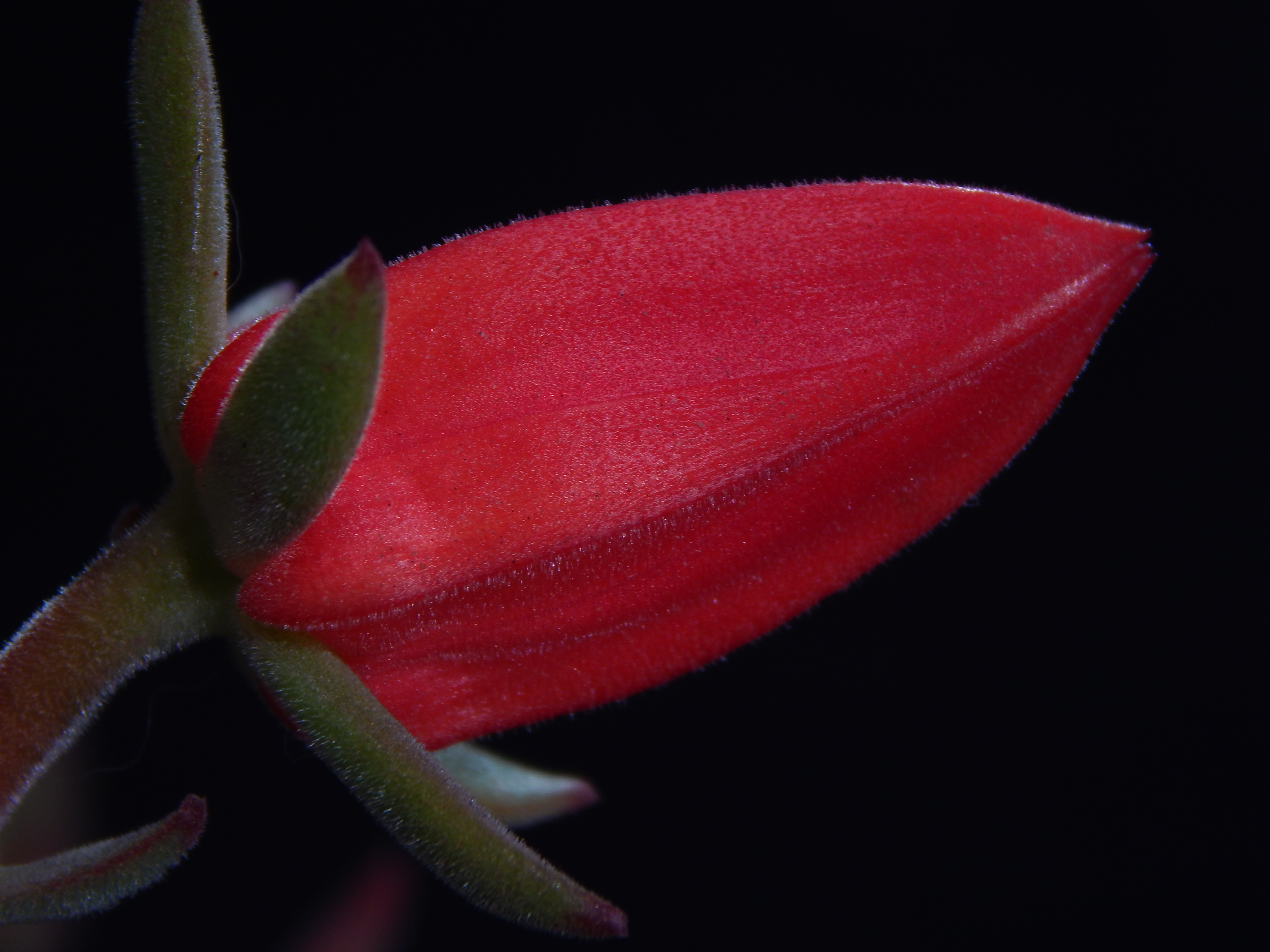
Detalle de flor de Echeveria harmsii. Nótese la pubescencia de los pétalos.

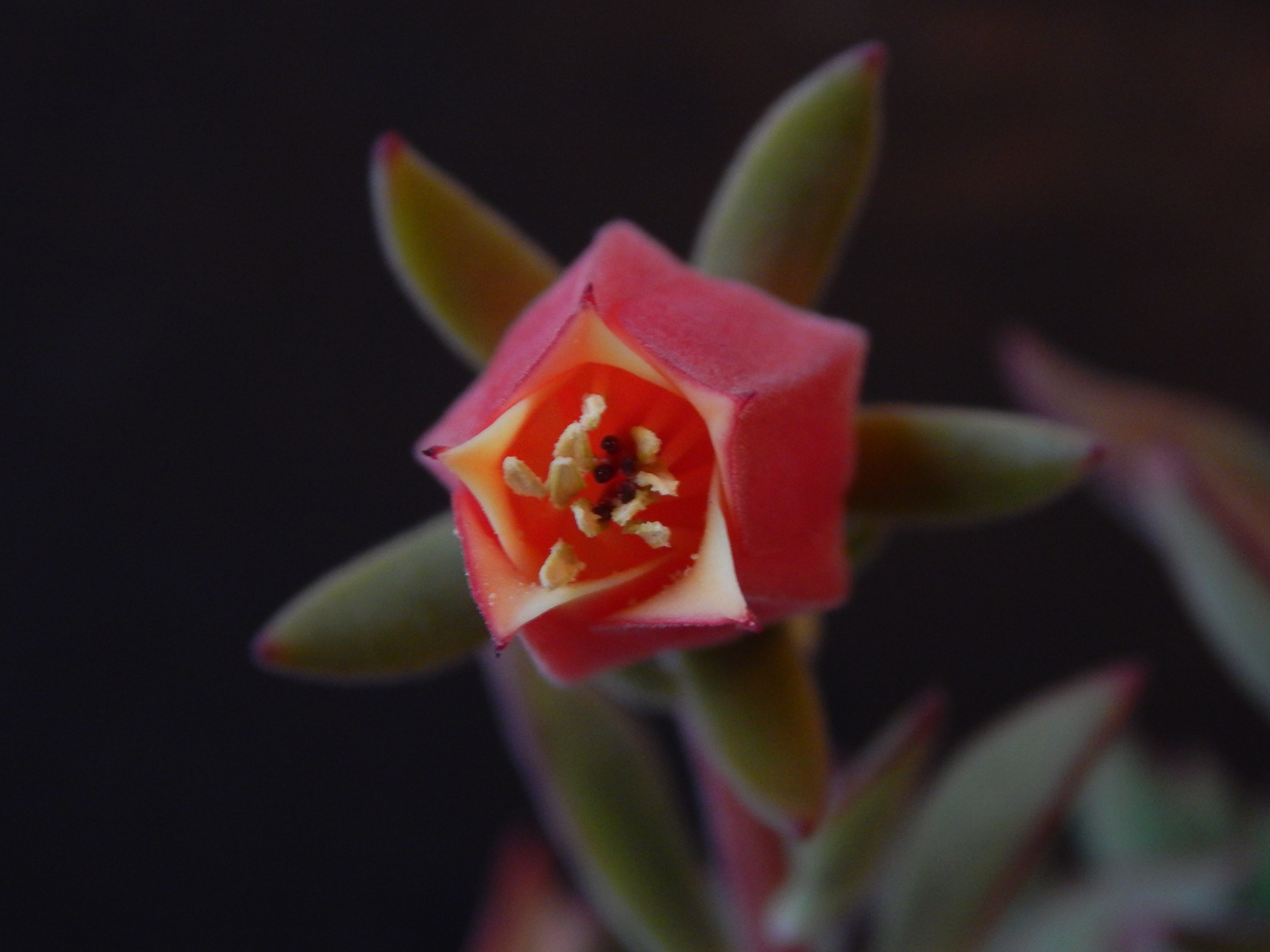
Flor de Echeveria harmsii durante la antesis. Se puede observar el típico arrelgo floral que distingue al género: 5 sépalos (extendidos), 5 pétalos, 10 estámbres (2 por cada pétalo) y los 5 carpelos apocárpicos.

Echeveria harmsii es una planta suculenta de la familia de las crasuláceas, endémica del estado mexicano de Oaxaca. Pertenece al género Echeveria, cuyas especies reciben los nombres comunes de «conchitas» o «rosetas»; y dentro de este género, a la sección Echeveria, que describe plantas caracterizadas por su inflorescencia en espiga o racimo y por la pubescencia de sus hojas e incluso de las piezas florales.

## Descripción
Echeveria harmsii se distingue del resto de las especies de la sección Echeveria por los siguientes caracteres:
- Pubescencia en hojas, cáliz y corola
- Sépalos siempre extendidos
- Hojas delgadas
- Inflorescencia con pocas flores
- Corolas grandes, de más de 3 cm de longitud

## Taxonomía
Echeveria harmsii fue descrita en 1931 por James Francis Macbride en Publications of the Field Museum of Natural History, Botanical Series 11(1): 22.
Etimología
Ver: Echeveria
harmsii: epíteto dado en honor al taxónomo y botánico alemán Hermann Harms (1870-1942)

## Sinonimia
- Cotyledon elegans (Rose) N.E.Br.
- Echeveria elegans (Rose) A.Berger [ilegítimo][3]
- Oliveranthus elegans (Rose) Rose
- Oliverella elegans Rose[2]